# Fokker V.8

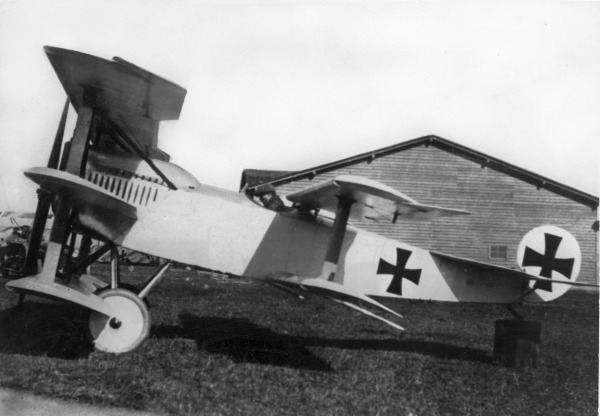
Fokker V.8 (1917)

De Fokker V.8 was een Duits experimenteel jachtvliegtuig gebouwd door vliegtuigbouwer Fokker tijdens de Eerste Wereldoorlog. De eerste vlucht van deze quintuplane (vijfdekker) vond plaats in oktober 1917.
De successen tijdens de Eerste Wereldoorlog luchtstrijd van zowel de Britse Sopwith Triplane als de Duitse Fokker Dr.I zorgden omstreeks 1916  voor een grote reputatie van het driedekker jachtvliegtuig concept. De driedekker had als voordeel zijn grote wendbaarheid tijdens luchtgevechten, maar als nadeel een lagere snelheid. Om dit compromis tussen wendbaarheid en snelheid te verbeteren verkenden vliegtuigconstructeurs nieuwe mogelijkheden. De Nederlandse contructeur in Britse dienst Frits Koolhoven probeerde dit door een extra vierde vleugel toe voegen, met de Armstrong Whitworth F.K.10 vierdekker jager als resultaat. 
Anthony Fokker onderzocht samen met zijn vliegtuigontwerper Reinhold Platz een nog extremer ontwerp: zij construeerden een vijfdekker met drie vleugels voor en twee vleugels achter de cockpit in tandem. De gebalanceerde stuurvlakken aan de voorste vleugels dienden als rolroeren, aan de achterste dubbele vleugels als hoogteroer. Anthony Fokker heeft de enige twee testvluchten met de V.8 zelf uitgevoerd, waarna het project werd stopgezet.

## Specificaties
- Type: Fokker V.8
- Ontwerper: Reinhold Platz
- Fabriek: Fokker
- Rol: Experimenteel jachtvliegtuig (vijfdekker)
- Bemanning: 1
- Lengte: 6,80 m
- Spanwijdte: 7,84 m
- Hoogte: 3,18 m
- Motor: 1 x Mercedes D-III watergekoelde lijnmotor, 160 pk
- Propeller: tweebladig
- Aantal gebouwd: 1
- Eerste vlucht: oktober 1917

Prestaties
- Maximumsnelheid: onbekend